# Polycyrtus leprieurii
Polycyrtus leprieurii là một loài tò vò trong họ Ichneumonidae.